# Fabiana friesii
Fabiana friesii är en potatisväxtart som beskrevs av Damm. Fabiana friesii ingår i släktet Fabiana och familjen potatisväxter. Inga underarter finns listade i Catalogue of Life.